# Nicola Griffith
Nicola Griffith (Yorkshire, 30 de septiembre de 1960) es una escritora, editora y ensayista inglesa de ciencia ficción. Ha recibido diversos reconocimientos, entre los que se encuentran el Premio Nébula de 1996, el James Tiptree, Jr. Award de 1993, el Premio Mundial de Fantasía de 1998 y el Alice B. Award de 2009.
Publicó su primera novela bajo el título Ammonite en 1993 con el que ganó el Triptee Award y el Lambda Award. Su segunda novela, Slow River (1994) ganó el Premio Nébula a la mejor novela en 1996.
Junto con Stephen Pagel, Griffith editó tres antologías: Bending the Landscape: Fantasy (1997), Bending the Landscape: Science Fiction (1998) y Bending the Landscape: Horror (2001), con las que abordó diversos temas asociados al mundo homosexual. Su novela más reciente Stay (2002) incursionó en el género de la novela negra.

## Obra
Novelas
- Ammonite (1993)
- Slow River (1994)
- The Blue Place (1998)
- Stay (2002)

Antologías
- Bending the Landscape: Fantasy (1997 - con Stephen Pagel)
- Bending the Landscape: Science Fiction (1998 - con Stephen Pagel)
- Bending the Landscape: Horror (2001 - con Stephen Pagel)

Ficción corta
- An Other Winter's Tale (1987)
- Mirrors and Burnstone (1988)
- The Other (1989)
- We Have Met the Alien (1990)
- The Voyage South (1990)
- Down the Path of the Sun (1990)
- Song of Bullfrogs, Cry of Geese (1991)
- Wearing My Skin (1991)
- Touching Fire (1993)
- Yaguara (1994)
- A Troll Story (2000)
- With Her Body (2004, a collection containing Touching Fire, Songs of Bullfrogs, Cry of Geese, Yaguara)
- It Takes Two (2009)
- Cold Wind (2014)[4]